# Eva la Venere selvaggia
Eva la Venere selvaggia è un film d'exploitation italiano del 1968 di genere d'avventura e fantastico, diretto da Roberto Mauri e interpretato da Brad Harris ed Esmeralda Barros.

## Trama
Un gruppo di rapinatori, durante un furto ad un carico d'oro in Africa, viene ucciso dal loro capo, Albert, per impossessarsi del carico, per poi fuggire. Tuttavia, un membro del gruppo, Burt, è sopravvissuto, e saputo che Albert è fuggito a Nairobi, decide di recarsi li per vendicarsi.
Arrivato a destinazione, Burt incontra un suo vecchio amico, Theodore, e i suoi figli Diana e Robert, che saputo ciò che gli è accaduto decidono di aiutarlo. Nonostante ciò, il gruppo viene rapito da enormi gorilla, che rapiscono Diana, e più avanti uccideranno il fratello. Quei gorilla sono in realtà schiavi di Albert, il quale, grazie ad una sua invenzione, riesce a renderlo suoi fidi sgherri.
Burt deve perciò deve compiere da solo la sua impresa e salvare Diana, ma nella sua avventura incontrerà Eva, una donna selvaggia molto abile e in grado di parlare con gli animali.

## Distribuzione
È stato distribuito nei paesi anglosassoni col nome King of Kong Island e Kong Island.
È tuttora nel pubblico dominio.